# Джек Рашер
Джек Рашер (англ. Jack Rusher, 18 квітня 1967) — американський академічний веслувальник.
Бронзовий призер Олімпійських Ігор 1988 року в складі вісімки, учасник 1992 року.
Срібний призер Чемпіонату світу 1989 року в складі розпашної четвірки без стернового.